# Anolis macrolepis
Anolis macrolepis (великолускатий аноліс) — вид ігуаноподібних ящірок родини анолісових (Dactyloidae). Ендемік Колумбії.

## Поширення і екологія
Великолускаті аноліси мешкають на тихоокеанському узбережжі Колумбії, в департаментах Чоко, Вальє-дель-Каука і Каука. Вони живуть у вологих рівнинних тропічних лісах, на висоті до 700 м над рівнем моря. Ведуть напівводний спосіб життя.

## Збереження
МСОП класифікує стан збереження цього виду як близький до загрозливого. Anolis macrolepis загрожує хижацтво з боку інвазивних щурів.